# Sicyopterus lagocephalus
Espèce
Synonymes
- Bryanina  inana Fowler, 1932
- Gobius lagocephalus Pallas, 1770
- Sicyopterus extraeneus Herre, 1927
- Sicyopterus gymnauchen (Bleeker, 1858)
- Sicyopterus halei (Day, 1888)
- Sicyopterus macrostetholepis
- Sicyopterus taeniurus (Günther, 1877)
- Sicyopterus  caeruleus (Lacepède, 1800)

Statut de conservation UICN

 LC  : Préoccupation mineure
Sicyopterus lagocephalus (parfois nommé Sicyopterus halei) est une espèce de poissons de la famille des Gobiidae. Il est connu et dégusté sous le nom de « bichique » à La Réunion sous forme d'alevins. Adulte il est couramment désigné par les noms vernaculaires Cabot bouche ronde et plus rarement par  Cabot tête de lièvre,.
Il ne faut pas le confondre avec Cotylopus acutipinnis un poisson de la même famille et très ressemblant dont les alevins font également partie du bichique, les deux partageant également le nom vernaculaire Cabot bouche ronde, commun aux deux especes.

Les anglophones l'appellent « red-tailed goby » (Gobie à queue rouge).

## Description et caractéristiques
C'est un gobie de taille moyenne, atteignant 13 cm à l'âge adulte.
Comme d'autres gobies, cette espèce se montre capable de remonter le courant voire (comme quelques autres espèces proches de « poissons-grimpeurs ») d'escalader de petites parois verticales.

## Habitat
Sicyopterus lagocephalus est trouvé dans les torrents et ruisseaux d'altitude . Il est parfois considéré comme endémique du Sri Lanka (sous le nom Sicyopterus halei), mais se retrouve en fait dans une bonne partie de l'océan Indien et du Pacifique ouest.
Sa nourriture principale semble constituée d'insectes capturés à l'état de larves aquatiques.
L'exportation de cette espèce endémique est interdite.